# Mesenopsis briseis
Mesenopsis briseis är en fjärilsart som beskrevs av Frederick DuCane Godman och Osbert Salvin 1886. Mesenopsis briseis ingår i släktet Mesenopsis och familjen Riodinidae. Inga underarter finns listade i Catalogue of Life.